# 保羅·皮埃爾·萊維
保羅·皮埃爾·萊維（法語：Paul Pierre Lévy，1886年9月15日—1971年12月15日）），法國數學家，特別活躍於概率論，亦引進了平賭和萊維飛行。以下的名詞都是為紀念他而命名的：
- 萊維過程
- 萊維飛行（英语：Lévy flight）
- 李維常數
- 萊維C形曲線

萊維生於巴黎，父親Lcien Lévy是巴黎綜合理工學院的考官。萊維亦進入了該校，並在1905年以仍未畢業的19歲學生的身份發表了第一篇論文。畢業後他服役一年，然後在礦業學校（École des Mines）研究了三年，於1913年成為那裏的教授。
第一次世界大戰期間，萊維替法國火炮作數學分析工作。1920年，他成為巴黎綜合理工學院分析學教授，其學生包括分形專家本華·曼德博。他留在巴黎綜合理工學院直至1959年退休。